# Lathrothele grabensis
Lathrothele grabensis är en spindelart som beskrevs av Benoit 1965. Lathrothele grabensis ingår i släktet Lathrothele och familjen Dipluridae. Inga underarter finns listade i Catalogue of Life.